# Bronisław Peretjatkowicz
Bronisław Adam Peretjatkowicz (ur. 23 września 1876, zm. 24 stycznia 1948) – polski jeździec, rotmistrz Wojska Polskiego, ziemianin.

## Życiorys
Urodził się 23 września 1876. Służył w Armii Imperium Rosyjskiego. Jako jeździec został rekordzistą Imperium Rosyjskiego w wysokości skoku konno przez przeszkodę. Po odzyskaniu przez Polskę niepodległości został przyjęty do Wojska Polskiego. Został awansowany do stopnia rotmistrza ze starszeństwem z dniem 1 czerwca 1919. W latach 20. był przydzielony do 15 pułku ułanów w garnizonie Poznań; w 1923 jako oficer nadetatowy tej jednostki pełnił funkcję komendanta Komendy Uzupełnień Koni w Poznaniu. Zarówno podczas służby w Wojsku Polskim, jak i po odejściu z armii brał udział w zawodach jeździeckich, wygrywając zawody, m.in. w 1921 tzw. „Wielkopolski Bieg przez Przeszkody” (wzgl. „Handicap Wielkopolski”) na dystansie 6200 m.
Z dniem 30 września 1927 roku został przeniesiony w stan spoczynku. Na emeryturze mieszkał w Warszawie. W 1934 jako rotmistrz rezerwy był przydzielony do Oficerskiej Kadry Okręgowej nr I jako oficer przewidziany do użycia w czasie wojny i pozostawał wówczas w ewidencji Powiatowej Komendy Uzupełnień Warszawa Miasto III.
Był właścicielem ziemskim majątku Pułhanów w gminie Połonka na obszarze województwa wołyńskiego.
Zmarł 24 stycznia 1948. Został pochowany na cmentarzu Powązkowskim w Warszawie (kwatera 131-5-27).
Jego krewnym był Kazimierz Peretjatkowicz, także oficer kawalerii Wojska Polskiego.

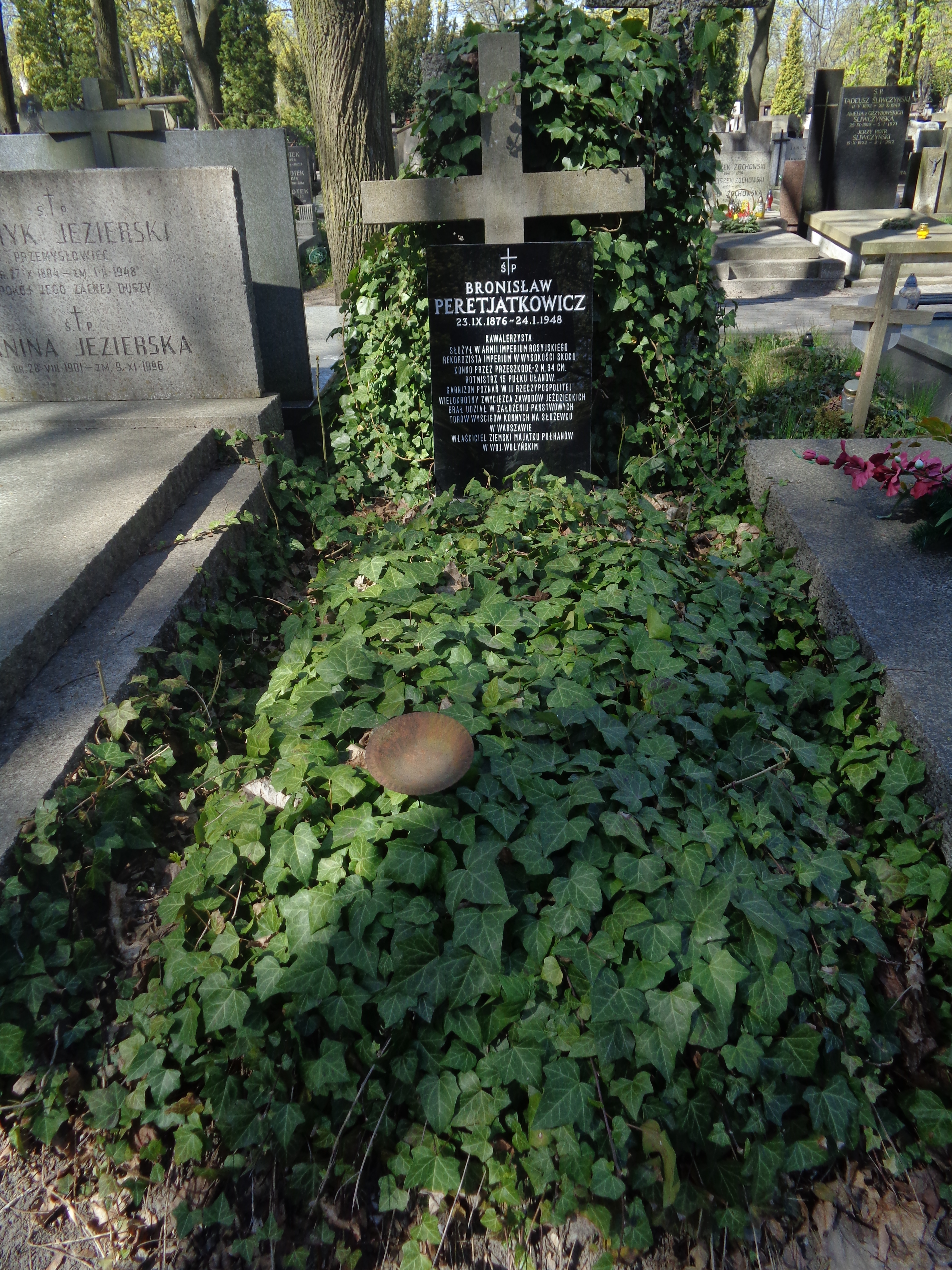
Grób Bronisława Peretjatkowicza

## Odznaczenia i ordery
- Krzyż Walecznych – dwukrotnie